# Jordi Corominas Escudé
Jordi Corominas Escudé (Balsareny, Bages, 17 de març de 1961) es un filòsof català. És doctor en filosofía, llicenciat en filosofia i diplomat en teología. De 1983 a 1987 va ser profesor del col·legi Lestonnac i del Institut Fort Pius de Barcelona. De 1987 a 1997 va exercir de profesor a Nicaragua on va participar en la creació i organització de la biblioteca la Huaca de San Carlos (Río San Juan); en la reforma dels programes de filosofia, l'edició de quaderns pedagògics, i la creació del seminari Zubiri-Ellacuría a la Universidad Centoamericana (UCA) de Managua; i en l'organització i creació de la biblioteca Oscar Romero i la canalització de les aigües negres del Barrio René Cisneros de Managua.
De 1997 al 2001 va ser professor de filosofia a la Universitat Centreamericana José Simeón Cañas de San Salvador on va dirigir el doctorat de filosofia iberoamericana. Arran dels terratrèmols de San Salvador del 2001 va anar-se'n amb la seva família a viure a Vilanuèva d'Agen, França.
Del 2002 al 2009, gràcies a una beca de la Fundació Xavier Zubiri-Ministeri de Cultura, va dedicar-se a l'elaboració d'una base de dades i ordenació de l'arxiu de la Fundació X. Zubiri de Madrid i a diversos treballs d'investigació sobre aquest autor entre els quals destaca la biografia de X. Zubiri. Va ser també durant aquests anys dirigent de l'Associació UNAFAM (Union nationale de familles et amis de personnes malades et/ou handicapées psychiques)  del departament del Òlt i Garona i professor convidat de la Universitat Iteso de Guadalajara, Mèxic (2001-2005-2006) i de la Càtedra Kino fe i cultura de la Universitat Iberoamericana de León, Puebla i Ciutat de Mèxic (2005-2006).
Des de l'any 2010 resideix a Sant Julià de Lòria (Andorra) i és professor de L'ISCREB on imparteix assignatures en un màster de diàleg interreligiós i intercultural, i en un diplomat de mitologia. L'any 2011 va cofundar l'associació Música per viure Judit Ribas, d'on és un dels dirigents, i va conformar la Colla dels Vius i l'any 2014 Ha estat co-fundador i co-director, juntament amb Joan Albert Vicens, de la revista PERIFÈRIA. Cristianisme, Postmodernitat, Globalització.
El seu treball filosòfic es concentra en la filosofía de Zubiri i en el desenvolupament d'una filosofia primera inspirada en el seu mestre Antonio González que intenta projectar sobretot en l'àmbit de la ètica i de la filosofía de la religió. El seu treball més important ha estat (amb Joan Albert Vicens) Xavier Zubiri. La soledad Sonora (Madrid: Taurus, 2006), la primera biografía del filòsof basc, traduïda al francès per Vicent Pelbois.

## Obres principals
- Ética primera, aportación de X. Zubiri al debate ético contemporáneo. Ed. Desclée de Brouwer, Bilbao, 2000. ISBN 9788433014573
- Edició, presentació i anotació de X. Zubiri, Tres dimensiones del ser humano: individual, social, històrica, Alianza Editorial, Madrid, 2006. ISBN 9788420690889
- Zubiri y la religión, Cátedra, Eusebio Francisco Kino, SJ, Puebla, México, 2009. ISBN 9709720473
- Entre els déus i el no-res. Religions, espiritualitats, ateismes, Fragmenta Editorial, Barcelona, 2023. ISBN 978-84-17796-77-8